# Кируи, Пол
Пол Кипроп Кируи — кенийский бегун на длинные дистанции. Чемпион мира по полумарафону 2002 года в командном зачёте. Двукратный чемпион мира по полумарафону 2004 года, в личном первенстве и в командном зачёте. 5-е место Венецианского марафона и серебряный призёр Миланского марафона в 2005 году. Занял 2-е место на Роттердамском марафоне 2006 года с результатом 2:06.44. Двукратный чемпион Берлинского полумарафона в 2003 и 2004 годах. Чемпион Амстердамского марафона 2008 года. В 2009 году занял 2-е место на Римском марафоне, показав результат 2:08.23.